# Cordova, Alabama
Cordova là một thành phố thuộc quận Walker, tiểu bang Alabama, Hoa Kỳ. Dân số năm 2009 là 2260 người, mật độ đạt 150 người/km².